# Opisthopterus
Opisthopterus là một chi gồm các loài cá bẹ vây lưng sau, trước đây xếp trong họ Clupeidae, nhưng gần đây đã được chuyển sang họ Pristigasteridae.

## Các loài
Hiện tại có 6 loài được ghi nhận trong chi này.
- Opisthopterus dovii (Günther, 1868) (Dove's longfin herring)
- Opisthopterus effulgens (Regan, 1903) (Vaqueira longfin herring)
- Opisthopterus equatorialis Hildebrand, 1946 (Equatorial longfin herring)
- Opisthopterus macrops (Günther, 1867) (Bigeyed longfin herring)
- Opisthopterus tardoore (Cuvier, 1829) (Tardoore)
- Opisthopterus valenciennesi Bleeker, 1872 (Slender tardoor)